# Aída Román
Aída Nabila Román Arroyo (Ciutat de Mèxic, 21 de maig de 1988) és una esportista mexicana de l'especialitat de tir amb arc, guanyadora de la medalla de plata en tir amb arc individual en Londres 2012 i campiona de Centreamèrica i del Carib en Mayagüez 2010. Actualment estudia la llicenciatura en Psicologia de la Universitat del Valle de Mèxic UVM Campus Sant Rafael.

## Jocs Centreamericans i del Carib
Va ser reconegut el seu triomf de ser la segona esportista amb el major nombre de medalles de la selecció de Mèxic en els jocs de Mayagüez 2010.
Jocs Centreamericans i del Carib de Mayagüez 2010
El seu acompliment en la vintena primera edició dels jocs, es va identificar per ser la segona esportista amb el major nombre de medalles entre tots els participants de l'esdeveniment, amb un total de 8 medalles:

- , Medalla d'or: Mixt
- , Medalla d'or: Rec. 30m
- , Medalla d'or: Rec. 50m
- , Medalla d'or: Rec. 60m
- , Medalla d'or: Rec. 70m
- , Medalla d'or: FITA
- , Medalla d'or: Recurvat
- , Medalla de plata: Equip

### Jocs Olímpics Londres 2012
Medalla de Plata després de vèncer en vuitens de final per dos punts a la japonesa Miki Kanei, a la Italiana Pia Lionetti en quarts de final i a la mexicana qui després guanyés el Bronze: Mariana Avitia en la semifinal, per la qual cosa va arribar fins a la final contra la Coreana del Sud: Ki Bo Bae i després de l'empat en la puntuació dels sets, va caure per l'emocionant decisió d'una fletxa de mort sobtada. La fletxa de la Coreana va tocar la línia dels 9 punts (línia entre el 8 i el 9) i la fletxa de Román va donar en el 8. És a dir que Ki Bo Bae va guanyar l'or per pocs centímetres deixant la plata a Aida Román.
 Primeres medalles olímpiques per a Mèxic en la història d'aquesta disciplina.

### Campionat Mundial de Tir amb Arc Baix Sostre, Nimes 2014
2014 - 2 de març: Medalla d'or en el campionat mundial de Tir amb Arc Baix Sostre, celebrat a Nimes, França, vencent en la final a Miki Nakamura amb 8 fletxes de 10 punts (de 9 llançades), en la modalitat individual de "Recurvo Femenil". El marcador Oficial de la cèdula de FITA (WAF): 6-0 (29-28, 30-26 i 30-28)